# Colibrí maragda d'Olivares
El colibrí maragda d'Olivares (Chlorostilbon olivaresi) és una espècie d'ocell de la família dels troquílids (Trochilidae) que habita les zones forestals del sud-est de Colòmbia.